# 科韦拉什 (特罗法)
科韦拉什是葡萄牙波尔图区的一个堂区。总面积16.69平方公里，总人口1662人，人口密度99.6人/平方公里。